# Sant Joan d'Escarlà
Sant Joan Baptista d'Escarlà era l'església romànica del poble d'Escarlà, del terme municipal de Tremp, dins de l'antic terme de Sapeira.
L'església, com tot el poble d'Escarlà, estava unida a la parròquia de Sant Pere d'Espills, i, amb ella, estigué vinculada al monestir de Lavaix.
És una església romànica modificada per sobrealçament, però que continua sent una mostra interessant del romànic català. Les capelles laterals formen creuer, i té campanar de torre. La major part de l'edific actual és d'època barroca, construït el 1778, però conserva alguns elements del temple romànica.
La capçalera, formada per un absis semicircular que s'obre a la nau mitjançant un ample arc triomfal, té una finestra de doble esqueixada, actualment tapada. El mur nord és també romànic. La forma constructiva d'aquesta part és de darreries del segle xi o principis del xii, tot i que bastant arcaïtzant.